# Galbulidae
Famille
Les Galbulidae (ou galbulidés  en français) sont une famille d'oiseaux constituée de 5 genres et de 18 espèces existantes de jacamars.

## Description
Les jacamars sont des oiseaux percheurs élancés, de taille petite à moyenne (14 à 34 cm), à petites pattes, aux ailes arrondies, et au bec droit et très long, utilisé pour saisir des insectes en vol. Suivant les espèces, le plumage varie de brillamment coloré à assez terne.

## Habitats et répartition
Ils sont endémiques à la zone néotropicale (Amérique intertropicale), dans des milieux boisés, surtout en plaine.

## Position systématique
Se basant sur leur morphologie générale, Brisson et Carl von Linné les considérèrent comme de proches parents des martins-pêcheurs. Buffon les rapprocha des pics car ils sont zygodactyles (doigts 1 et 4 tournés vers l'arrière, les deux centraux tournés vers l'avant).
Avec la famille des bucconidés, les galbulidés ont longtemps été classés dans un sous-ordre des Piciformes, les Galbulae. Ce sous-ordre est devenu l'ordre des Galbuliformes dans la classification de Sibley-Ahlquist, dorénavant obsolète.

## Étymologie
Le mot galbula désignant en latin, le loriot, a été donné par Brisson (surement dans l'idée d'oiseau d'or, car ayant des couleurs chatoyantes) et conservé par Linné.
Le nom vernaculaire « jacamar » est d'origine tupi-guarani.

## Liste alphabétique des genres
- Brachygalba Bonaparte, 1854 (4 espèces)
- Galbalcyrhynchus Des Murs, 1845  (2 espèces)
- Galbula Brisson, 1760 (10 espèces)
- Jacamaralcyon Lesson, 1830 (1 espèce)
- Jacamerops Lesson, 1830 (1 espèce)

## Liste des espèces
D'après la classification de référence (version 5.1, 2015) du Congrès ornithologique international (ordre phylogénique) :